# Les Rovires (Granera)

Les Rovires, respecte del terme de Granera

Les Rovires és un indret del terme municipal de Granera, a la comarca del Moianès.
Està situat a la zona central-oriental del terme, a llevant de la Fàbrica del Marcet i a l'esquerra del torrent de les Tutes. És a l'extrem nord-oest de la Baga del Marcet, al nord-oest de la Cova de les Tutes. Ocupa tot el vessant nord de la Carena del Marcet. El Camí del Marcet discorre pel nord de les Rovires.